# Święty Markulf
Święty Markulf (ur. ok. 490 w Bayeux, zm. 1 maja 558 w Îles Saint-Marcouf) – święty katolicki, opat, eremita.
Był pustelnikiem w Bretanii, a następnie pierwszym opatem klasztoru benedyktynów w Nanteuil.
Jego wspomnienie w Kościele katolickim obchodzone jest w dzienną rocznicę śmierci.